# Гарска река
Вижте пояснителната страница за други значения на Шара.
Гарска река (на македонска литературна норма: Гарска Река) е река в Северна Македония, извираща от планината Стогово и вливаща се в Мала река.

## Описание
Реката извира от планината Стогово, северно под връх Бабин сърт (2242 m). Тече в северна посока. Минава източно от село Гари, чието име носи, приема големия си десен приток Валовица и завива на северозапад. Влива се като ляв приток в Мала река (Тресонската река) североизточно от село Осой.
Дължината на реката е 13,2 km, а площта на водосборния ѝ басейн – 23,74 km2.
Главните притоци на Гарската река са реките Валовица (Валавица, Ямската река), Портица (Лазарополската река) и Звончица (Дзвончица), които събират водите на планината Стогово.

## Воден потенциал
Реката има голям воден потенциал, който в миналото е използван от големия брой воденици и валавици, изградени на нея в селото Гари. Във Федерална Югославия на реката е изградена водноелектрическа централа, която обаче никога не започва работа.
Реката е обявена за ботанически резерват с решение № 03-167-2/60 на Националния институт за защита на паметниците на културата. С решението за ботанически резерват са обявени местата с див кестен по течението на реката.

## Водосборен басейн
→ ляв приток, ← десен приток
- → Конюшник
- → Шаркина река
- ← Валавица

- → Свинско рочище

- ← Портица
- → Звончица